# Monte dei Sette Fratelli e Sarrabus
Monte dei Sette Fratelli e Sarrabus este o arie protejată (arie specială de conservare — SAC, sit de importanță comunitară — SCI) din Italia întinsă pe o suprafață de 9.296 ha, integral pe uscat.

## Localizare
Centrul sitului Monte dei Sette Fratelli e Sarrabus este situat la coordonatele 39°16′54″N 9°25′17″E / 39.281667°N 9.421389°E.

## Înființare
Situl Monte dei Sette Fratelli e Sarrabus a fost declarat sit de importanță comunitară în septembrie 1995 pentru a proteja 1 specie de plante și 24 de specii de animale. Situl a fost protejat și ca arie specială de conservare în aprilie 2017.

## Biodiversitate
Situată în ecoregiunea mediteraneană, aria protejată conține 9 habitate naturale: Iazuri temporare mediteraneene, Galerii de Salix alba și de Populus alba, Păduri de Quercus ilex și Quercus rotundifolia, Pseudostepă cu ierburi și specii anuale de Thero-Brachypodietea, Phrygana endemică cu Euphorbio-Verbascion, Matorral arborescenți cu Juniperus spp., Galerii și tufărișuri riverane sudice (Nerio-Tamaricetea și Securinegion tinctoriae), Păduri de Quercus suber, Păduri aluvionare cu Alnus glutinosa și Fraxinus excelsior (Alno-Padion, Alnion incanae, Salicion albae).
La baza desemnării sitului se află mai multe specii protejate:
- plante (1): Carex panormitana
- păsări (12): uliu porumbar (Accipiter gentilis arrigonii), pescăruș albastru (Alcedo atthis), Alectoris barbara, fâsă-de-câmp (Anthus campestris), acvilă de munte (Aquila chrysaetos), caprimulg (Caprimulgus europaeus), egretă mică (Egretta garzetta), șoim călător (Falco peregrinus), sfrâncioc roșiatic (Lanius collurio), ciocârlie de pădure (Lullula arborea), Sylvia sarda, silvie de tufiș (Sylvia undata)
- amfibieni (2): Discoglossus sardus, Speleomantes sarrabusensis
- mamifere (5): Cervus elaphus corsicanus, liliac cărămiziu (Myotis emarginatus), muflon (Ovis aries musimon), liliacul mare cu potcoavă (Rhinolophus ferrumequinum), liliacul mic cu potcoavă (Rhinolophus hipposideros)
- nevertebrate (2): croitorul mare al stejarului (Cerambyx cerdo), Papilio hospiton
- pești (1): salmo cettii (Salmo cetti)
- reptile (2): țestoasa de baltă (Emys orbicularis), Euleptes europaea

Pe lângă speciile protejate, pe teritoriul sitului au mai fost identificate 24 de specii de plante, 52 de specii de păsări, 3 specii de amfibieni, 1 specie de nevertebrate, 1 specie de pești, 6 specii de reptile.